# Tân Học
Tân Học là một xã cũ thuộc huyện Thái Thụy, tỉnh Thái Bình, Việt Nam.
Tên của xã được ghép từ tên của hai xã cũ là Thái Tân và Thái Học.

## Địa lý
Xã Tân Học nằm ở phía nam huyện Thái Thụy, có vị trí địa lý:
- Phía đông giáp xã Mỹ Lộc và xã Thái Xuyên
- Phía tây giáp xã Thái Thịnh và xã Thuần Thành
- Phía nam giáp xã Thái Thọ
- Phía bắc giáp xã Thái Hưng.

Xã Tân Học có diện tích 7,88 km², dân số năm 2019 là 6.561 người, mật độ dân số đạt 833 người/km².

## Lịch sử
Địa bàn xã Tân Học hiện nay trước đây vốn là hai xã Thái Tân và Thái Học thuộc huyện Thái Thụy.
Trước khi sáp nhập, xã Thái Tân có diện tích 4,06 km², dân số là 3.370 người, mật độ dân số đạt 830 người/km². Xã Thái Học có diện tích 3,82 km², dân số là 3.191 người, mật độ dân số đạt 835 người/km².
Ngày 11 tháng 2 năm 2020, Ủy ban Thường vụ Quốc hội ban hành Nghị quyết số 892/NQ-UBTVQH14 về việc sắp xếp các đơn vị hành chính cấp xã thuộc tỉnh Thái Bình (nghị quyết có hiệu lực từ ngày 1 tháng 3 năm 2020). Theo đó, sáp nhập toàn bộ diện tích và dân số của hai xã Thái Tân và Thái Học thành xã Tân Học.